# Kiondo

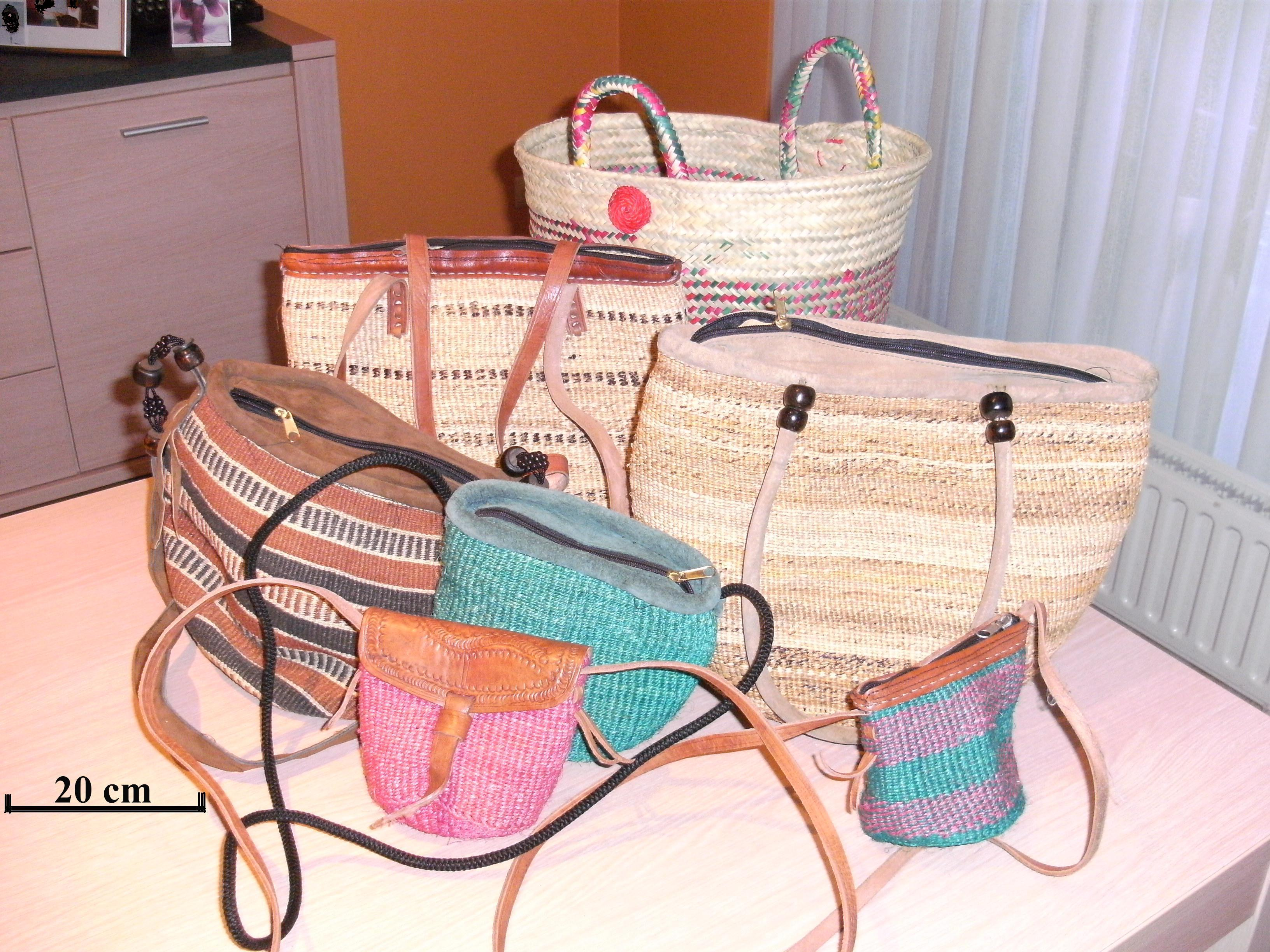
Divers formats et formes de kiondo. À l'arrière plan un okapo

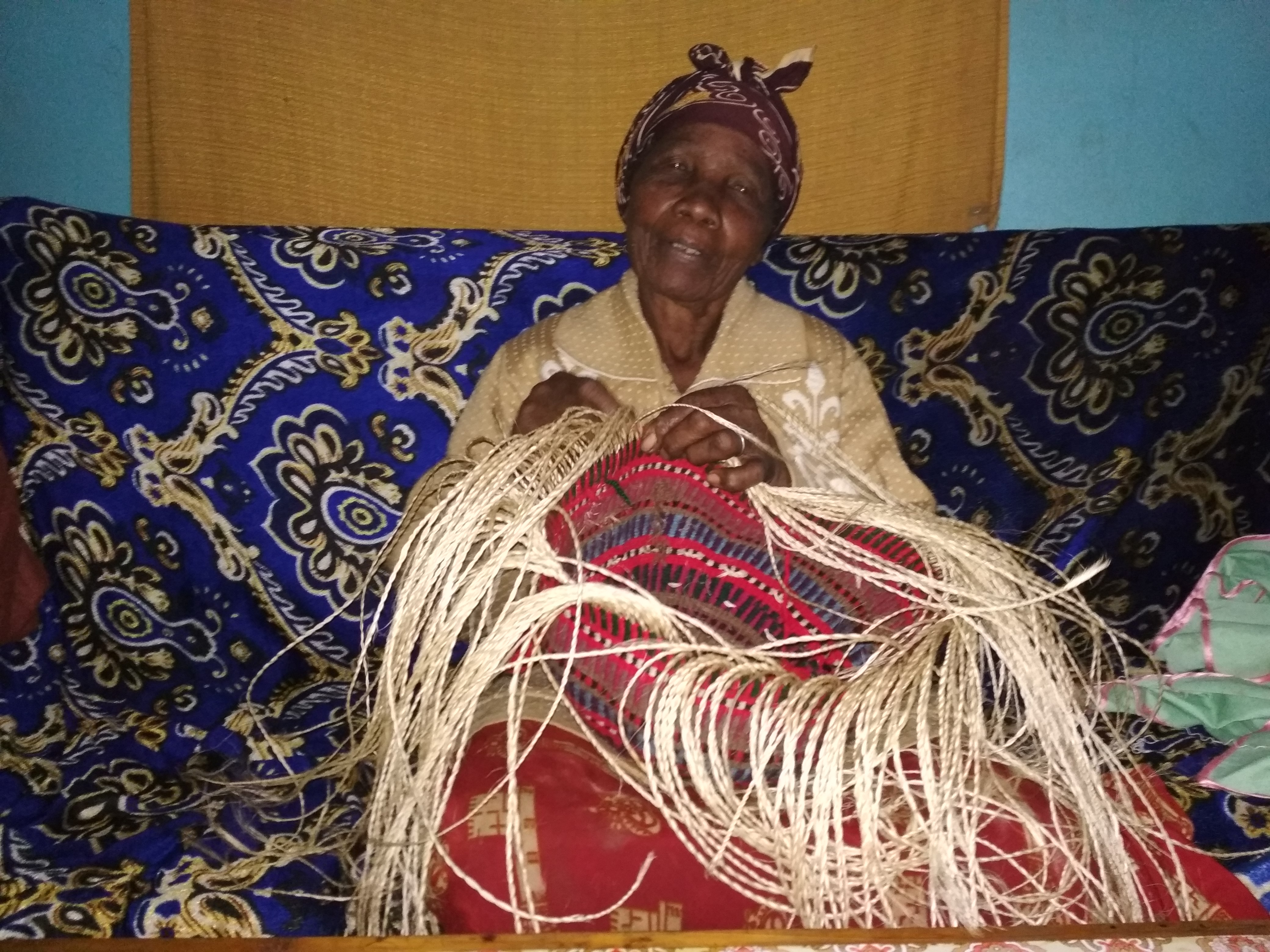
Femme du Kenya tissant un kiondo

Un kiondo est un sac à main ou à provisions en sisal tissé à la main avec des garnitures en cuir. Il est originaire des tribus Kikuyu et Kamba au Kenya. Les tisserands commencent par enlever les couches externes de la plante, laissant celle-ci encore en mesure de croître. Le tisserand utilise les fils de couleur pâle, qui ont séché pendant une journée, pour faire le sac. Il fixe, ensuite, la couleur des fils avec de l'eau et de la teinture. Maintenant, commence le tissage proprement dit.  Deux fils sont croisés pour former un fils plus épais. C'est à partir de ces fils épais qu'un sac est tissé. Il faut entre deux et trois semaines pour le terminer (la plupart des tisserands ayant d'autres occupations,  le tissage se fait à chaque fois qu'ils en ont le temps). Souvent, des perles, des coquillages ou autres détails garnissent le kiondo.
Les vyondo sont exportés vers les pays occidentaux où ils sont très populaires et connu sous l'appellation de « kiondos ».
Kiondo est un mot d'origine kikuyu; en swahili, on dit « chondo » (pluriel « vyondo »).
Dans l'ouest du Kenya, chez les Luo, on parlera d'« okapo ». Ils sont confectionnés en sisal ou en jacinthe d'eau, mais ont une finition inférieure au kiondo.